# Ålmaijaure
Ålmaijaure är en sjö i Kiruna kommun i Lappland och ingår i Torneälvens huvudavrinningsområde. Sjön har en area på 0,215 kvadratkilometer och ligger 558,3 meter över havet. Ålmaijaure ligger i Torne och Kalix älvsystem Natura 2000-område.

## Delavrinningsområde
Ålmaijaure ingår i det delavrinningsområde (755230-166026) som SMHI kallar för Ovan VDRID = 755316-168670 i Rautasälvens vattend*. Medelhöjden är 619 meter över havet och ytan är 14,5 kvadratkilometer. Räknas de 37 avrinningsområdena uppströms in blir den ackumulerade arean 862,49 kvadratkilometer. Rautasälven (Rautasätno) som avvattnar avrinningsområdet har biflödesordning 2, vilket innebär att vattnet flödar genom totalt 2 vattendrag innan det når havet efter 436 kilometer. Avrinningsområdet består mestadels av skog (77 procent) och kalfjäll (20 procent). Avrinningsområdet har 0,27 kvadratkilometer vattenytor vilket ger det en sjöprocent på 1,8 procent.